# 卡塔尔—泰国关系
卡塔尔国和泰王国于1980年建交。他们的合作主要围绕旅游业和能源。
根据泰国劳工部的数据，2017年有1188名泰国公民在卡塔尔工作，这些劳工主要集中在按摩业和建筑业。 关于在卡塔尔泰国工人的雇佣法于2012年正式签署。

## 外交代表
卡塔尔自2004年以来一直在泰国首都曼谷设有使馆。 自2002年以来，泰国在卡塔尔的多哈设有大使馆。

## 外交访问

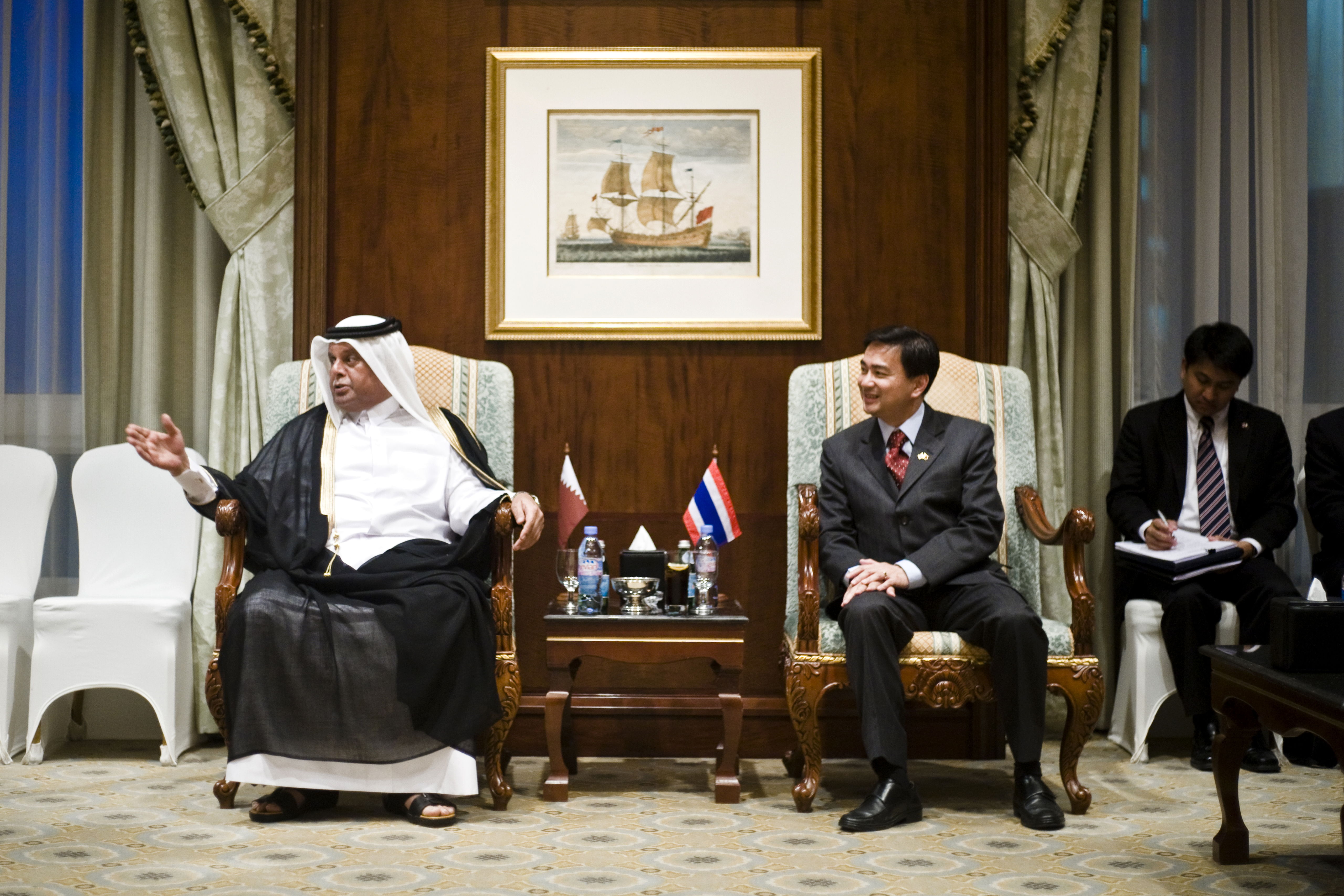
卡塔尔副总理阿卜杜拉·本·哈马德·阿提亚在2009年与泰国总理阿披实·维杰吉娃会面

埃米尔哈马德·本·哈利法·阿勒萨尼于1999年4月首次访问泰国。

## 经济关系
卡塔尔和泰国在能源和旅游业有着密切的联系。在海湾合作委员会成员中，卡塔尔是泰国第三大贸易伙伴，2013年，卡塔尔取代也门成为泰国的主要液化天然气供应商。 泰国是卡塔尔人访问量最大的医疗旅游目的地。2014年，有大约30,000名卡塔尔人前往泰国。
卡塔尔的主要出口产品是原油、液化天然气、石油基产品、塑料、化工产品和化肥。泰国主要向卡塔尔出口汽车、机械、珠宝、食品和空调。 2009年，卡塔尔与泰国的贸易额为31.7亿美元。 这个数字在2013年增加到了43亿美元。
泰国在2011年首次从卡塔尔的主要天然气公司Qatargas接收到液化天然气运输。 两国于2012年签署了一项协议，要求卡塔尔从2015年开始，在20年内每年向泰国提供200万吨的液化天然气。作为交易的一部分，卡塔尔天然气公司在曼谷开设了代表处。 根据交易提供的第一批液化天然气于2015年1月到达泰国。 卡塔尔于2017年8月通过世界最大的液化天然气运输船Q-Max船首次向泰国运送液化天然气。
2014年，泰国的暹罗水泥集团和卡塔尔石油公司联合资助了位于越南南部的朗颂石化综合企业。

## 文化关系
泰国驻多哈大使馆负责在卡塔尔安排文化活动。大使馆组织了2015年泰国文化之夜，期间展示了传统的泰国舞蹈和美食。 它还参加了在多哈举行的2015年东盟美食节。
2019年10月，泰国与卡塔尔签署了一项体育合作与交流的谅解备忘录（MoU）以提高泰国的体育潜力。国际奥委会委员 Khunying Patama Leeswadtrakul说：“卡塔尔远远领先于我们。 我们可以从他们那学到很多东西来提高我们的运动水平。”

## 外援
在2011年泰国发生严重洪灾之后，卡塔尔慈善组织与当地组织Awn Al Islamic共同在泰国发起了一个项目，以帮助受洪水影响的人们。
卡塔尔是泰国北大年也拉伊斯兰大学的主要资助人。 此外，卡塔尔政府出资700万美元在北大年府建立了一家名为Sheikh Jasim Bin Muhammad Bin Thani医院的医院。